# 核心經濟投資
安利時投資控股有限公司，簡稱安利時投資控股，以及安利時投資（英語：Earnest Investments Holdings Limited，港交所：0339），是在2000年曾於開曼群島成立，但在2006年遷至百慕達，現時主要投資中國內地和香港上市，以及非上市企業。
其股份自2000年7月26日，於香港交易所主板上市，主席為陳策，總裁為魏華生，屬於少數基金投資企業。
2018年6月21日，前身「安利時投資控股有限公司」更名為「核心經濟投資集團有限公司」。

## 連結
- ceig.hk （页面存档备份，存于）